# シルミナ
シルミナ（シンハラ語: සිළුමිණ）とは、スリランカの週刊新聞であり、スリランカの公用語であるシンハラ語が用いられている。国営企業であるレイクハウスによって発行され、1930年にレイクハウスの創設者であるD. R.ヴィジェワルデナによって創刊された。2012年当時の発行部数は265,000。
スリランカの作家マーティン・ウィクラマシンハはシルミナの編集部に勤めていた。